# Lijst van aardbevingen in Marokko
Deze lijst van aardbevingen in Marokko bevat alleen zware aardbevingen die zich in of in de buurt van Marokko hebben voorgedaan en dodelijke slachtoffers, gewonden en/of grote schade hebben veroorzaakt.

## Significante aardbevingen
| Datum      | Tijd (UTC) | Plaats, regio           | Lat   | Lon   | MMI      | Magn.      | diepte | Doden         | Gewonden | Bijzonderheden | bron          |
| ---------- | ---------- | ----------------------- | ----- | ----- | -------- | ---------- | ------ | ------------- | -------- | --- | ------------- |
| 2023-09-08 | 22:11:01   | Ighil, Marrakech-Safi   | 31.07 | 8.40  | VIII     | 6.8 Mw     | 18 km  | >2946         | >5674    | Epicentrum in het Atlasgebergte in de buurt van de Noord-Atlasbreuk. Zware schade in het getroffen gebied. | [ 1 ] [ 2 ]   |
| 2019-11-17 | 08:39:09   | Midelt, Drâa-Tafilalet  | 32.66 | 4.25  | VI       | 5.2 Mw     | 10 km  |               |          | Schade aan gebouwen in Midelt | [ 3 ] [ 4 ]   |
| 2016-01-25 | 04:22:02   | Alboránzee (Al Hoceima) | 35.64 | 3.68  | V        | 6.3 Mw     | 12 km  | 1             | 15       | Het epicentrum lag bij de Al-Idrissi-breuk onder de Alboránzee, zo'n 50 km ten noorden van de havenstad Al Hoceima. Er viel 1 dode (hartaanval) in Al Hoceima. In Melilla vielen 26 gewonden, schade aan verschillende gebouwen en telefoonverkeer en elektriciteit verbroken. Lichte schade aan verschillende gebouwen in Nador. | [ 5 ]         |
| 2007-02-12 | 10:35:22   | Atlantische Oceaan      | 35.80 | 10.31 | V        | 6.0 Mw     | 20 km  |               |          | Het epicentrum lag in de Atlantische Oceaan, ongeveer 180 km ten zuidwesten van Kaap Sint-Vincent. De beving leidde tot lichte schade in Portugal en Marokko. | [ 6 ]         |
| 2004-02-24 | 02:27:46   | Al Hoceima              | 35.23 | 4.02  | IX       | 6.3 Mw     | 12 km  | 628–631       | 926      | De beving veroorzaakte zware schade in Al Hoceima. 2539 gebouwen ingestort en 15.230 bewoners werden dakloos. | [ 7 ]         |
| 1969-02-28 | 02:40:32   | Atlantische Oceaan      | 36.01 | 10.95 | VII      | 7.8 Mw     | 22km   | 13            | 80       | Het epicentrum van de beving lag in de buurt van de Azoren-Gibraltar-breukzone, 200 km west-zuidwestelijk van Kaap Sint-Vincent. De beving veroorzaakte middelzware schade en leidde tot elf doden in Marokko en twee in Portugal.                                                                                                |               |
| 1960-02-29 | 23:40:18   | Agadir                  | 30.35 | 9.69  | X        | 5.8 Mw     | 15 km  | 12.000–15.000 | 12.000   | Zeer zware schade |               |
| 1909-01-29 |            | Tétouan                 | 35.60 | 5.40  |          |            |        | 100           |          | Epicentrum op 5 km van Tétouan. | [ 8 ]         |
| 1761-04-09 |            | Agadir                  | 30.26 | 9.36  | VII      | 5.2 Mw     |        |               |          | | [ 9 ]         |
| 1761-03-31 | 12:00:00   | Atlantische Oceaan      |       |       | VII-IX   | 8.5 Ms     |        |               |          | Het epicentrum lag bij de Coral Patch Sea Mount, ten zuiden van de Azoren-Gibraltar breukzone in de Atlantische oceaan, op 200 km ten zuidwesten van de zuid-Portugese Kaap Sint-Vincent.De beving veroorzaakte ook een tsunami. Het getroffen gebied omvat Portugal, Marokko en Spanje.                                          | [ 10 ] [ 11 ] |
| 1755-11-27 | 11:00:00   | Meknes                  | 33.9  | 5.60  | IX       | 6.5–7.0 Mw |        | ±10.000       |          | Het epicentrum van de beving lag waarschijnlijk in de buurt van Meknes, waar bijna 10.000 mensen omkwamen en de materiële schade groot was. | [ 12 ] [ 13 ] |
| 1755-11-01 | 08:40      | Atlantische Oceaan      | 36.50 | 10.00 | VII–VIII | 8.5–9.0 Mw |        | 12.000-50.000 |          | Epicentrum in of in de buurt van de Azoren-Gibraltar breukzone in de Atlantische oceaan, ongeveer 400 km ten zuidwesten van de zuid-Portugese Kaap Sint-Vincent. Veroorzaakte ook een tsunami. Getroffen gebied omvat Portugal, Marokko en Spanje. Aanzienlijke schade en duizenden doden.                                        |               |
| 1731       |            | Agadir                  | 30.26 | 9.36  | IX       | 6.4 Mw     |        |               |          | | [ 9 ]         |
| 1719-07-?? |            | Fez                     | 34.26 | 4.57  | VIII     | 5.8        |        | >200          |          | Honderden slachtoffers en zware materiele schade. | [ 9 ]         |
| 1663-10-16 |            | Fez                     | 35.53 | 5.19  | VII      | 5.2 Mw     |        |               |          | | [ 9 ]         |
| 1624-05-11 |            | Fez                     | 34.00 | 5.00  | IX       | 6.7 Mw     |        | >2000         |          | Het epicentrum lag dicht bij Fez. Duizenden slachtoffers en zeer zware materiele schade in Fez. Ook zware schade in andere plaatsen, als Meknes en Baddis. | [ 12 ]        |
| 1522-09-22 |            | Alboránzee              | 36.96 | 2.66  | VIII–IX  | 6.5 Mw     |        | >200          |          | Honderden slachtoffers en zware materiele schade in Fez en omgeving. Ook schade in Tétouan. Hoogste intensiteit (MMI IX) in Almería (Spanje). | [ 12 ]        |
| 1079       |            | Westen van Ouezzane     | 35.00 | 6.00  | IX       | 6.4 Mw     |        |               |          | | [ 9 ]         |
| 1045       |            | Fez                     | 34.05 | 5.00  | VIII     | 5.8 Mw     |        |               |          | | [ 9 ]         |